# Navi Mumbai Panvel Raigarh
Navi Mumbai Panvel Raigarh es una ciudad censal situada en el distrito de Raigad en el estado de Maharashtra (India). Su población es de 195373 habitantes (2011). Se encuentra  a 35 km de Bombay y a 32 km de Pune.

## Demografía
Según el censo de 2011 la población de Navi Mumbai Panvel Raigarh era de 195373 habitantes, de los cuales 107342 eran hombres y 88031 eran mujeres. Navi Mumbai Panvel Raigarh tiene una tasa media de alfabetización del 89,10%, superior a la media estatal del 82,34%: la alfabetización masculina es del 92,46%, y la alfabetización femenina del 84,94%.